# Michael Schade
Michael Schade (Ginebra, Suïssa, 23 de gener de 1965) és un tenor líric suís criat a Alemanya i el Canadà. Destaca especialment en obres de Mozart, Haydn, Bach i Franz Schubert. Viu a Toronto amb els seus quatre fills.
Actua regularment a la Canadian Opera Company, Òpera de l'Estat de Viena, Festival de Salzburg, Metropolitan Opera, Washington Opera, Opéra National de Paris, San Francisco Opera, Staatsoper Hamburg, the Lyric Opera Chicago i Los Angeles Opera en el següent repertori: Daphne, Don Giovanni, Così fan tutte, El rapte en el serrall, La flauta màgica, Arabella, Il barbiere di Siviglia, L'elisir d'amore, Die schweigsame Frau i Els mestres cantaires de Nuremberg.
El març de 2007 va ser condecorat pel govern d'Àustria al costat de la soprano Adrianne Pieczonka amb el títol de Kammersänger (cantant de la cort), els primers dos canadencs a merèixer tal distinció. L'enregistrament de la Passió segons Sant Mateu dirigit per Nikolaus Harnoncourt, va guanyar el 2002 Grammy Award for Best Choral Performance. El 2006 va interpretar La clemenza di Tito al Gran Teatre del Liceu. El 2017 Michael Schade va rebre el títol d'Oficial de l'Orde del Canadà. L'Internationale Barocktage Stift Melk va nomenar-lo director artístic fins al 2027.